# Stephanskapelle (Chur)
Die Stephanskapelle (auch Stephanuskapelle oder St. Stephan) ist nach den Vorgängerbauten der heutigen Kathedrale der älteste bekannte christliche Sakralbau im Bündner Hauptort Chur. Sie liegt heute unter dem Pausenplatz der Bündner Kantonsschule.

## Geschichte und Kunstgeschichte
Ein dem Namen nach nicht bekannter Churer Bischof, ein Vorgänger des Asinio, liess den Bau unter dem Patrozinium des ersten christlichen Märtyrers Stephanus als überwölbte Grabkammer (Hypogaeum) wahrscheinlich kurz vor der Mitte des 5. Jh. errichten. Seine Lage am Mittenberg, außerhalb des bewohnten Gebietes und am Rande eines spätantiken Gräberfeldes gelegen, weist auf seine Bestimmung als Zömeterialbau hin. Der Sakralbau diente als Begräbnisstätte und wohl auch als liturgischer Raum, obwohl eine gemauerte Altarstelle nicht nachgewiesen werden konnte. Der teilweise in den Hang vorgebaute, tonnengewölbte Rechteckraum wies eine Apsidiole und einen Reliquienstollen auf; unter dem mit Steinplatten abgedeckten Boden befanden sich symmetrisch angelegte Grabkammern. Der Raum war ornamental und figürlich (Apostel, Paradiesszenen) ausgemalt. Spärliche, doch bedeutende Reste davon blieben erhalten. Einige Jahrzehnte nach Errichtung dieses Erstbaus wurde der Grabbau über- und umbaut und damit wesentlich erweitert und vergrößert. Es entstand ein Saal mit nicht eingezogener Apsis in den Ausmassen von etwa 17 × 7,2 Metern. Im Apsisumgang blieb ein Fußbodenmosaik aus Kieselsteinen erhalten; weitere Mosaiken und Freskenfragmente konnten freigelegt und restauriert werden. Die nun darunter liegende Grabkapelle blieb vom Westen her erreichbar.
Im 6. und 7. Jh. war St. Stephan der wichtigste christliche Sakralbau von Chur, verlor aber gegenüber der nahe gelegenen Luziuskirche sehr früh an Bedeutung. Die Inschriften der Viktoriden und wohl auch die Gebeine der in St. Stephan beerdigten Würdenträger kamen nach St. Luzi. Die Grablegungen enden vor 800. Um 1150 wird St. Stephan noch als Kirche im Churer Totenbuch erwähnt. Im Laufe der Reformation wurde sie wohl auch als Kirche aufgegeben und schließlich um 1622 im Zuge der Bündner Wirren von habsburgischen Truppen weitgehend (usque ad medium) geschleift. Auf dem Knillenburger Prospekt, einer um 1640 entstandenen perspektivischen Stadtansicht von Chur, ist sie noch als Ruine verzeichnet. Später wurde die Kirchstelle vollkommen überbaut und der ehemals bedeutende Begräbnis- und Kirchplatz geriet in Vergessenheit.

## Wiederentdeckung

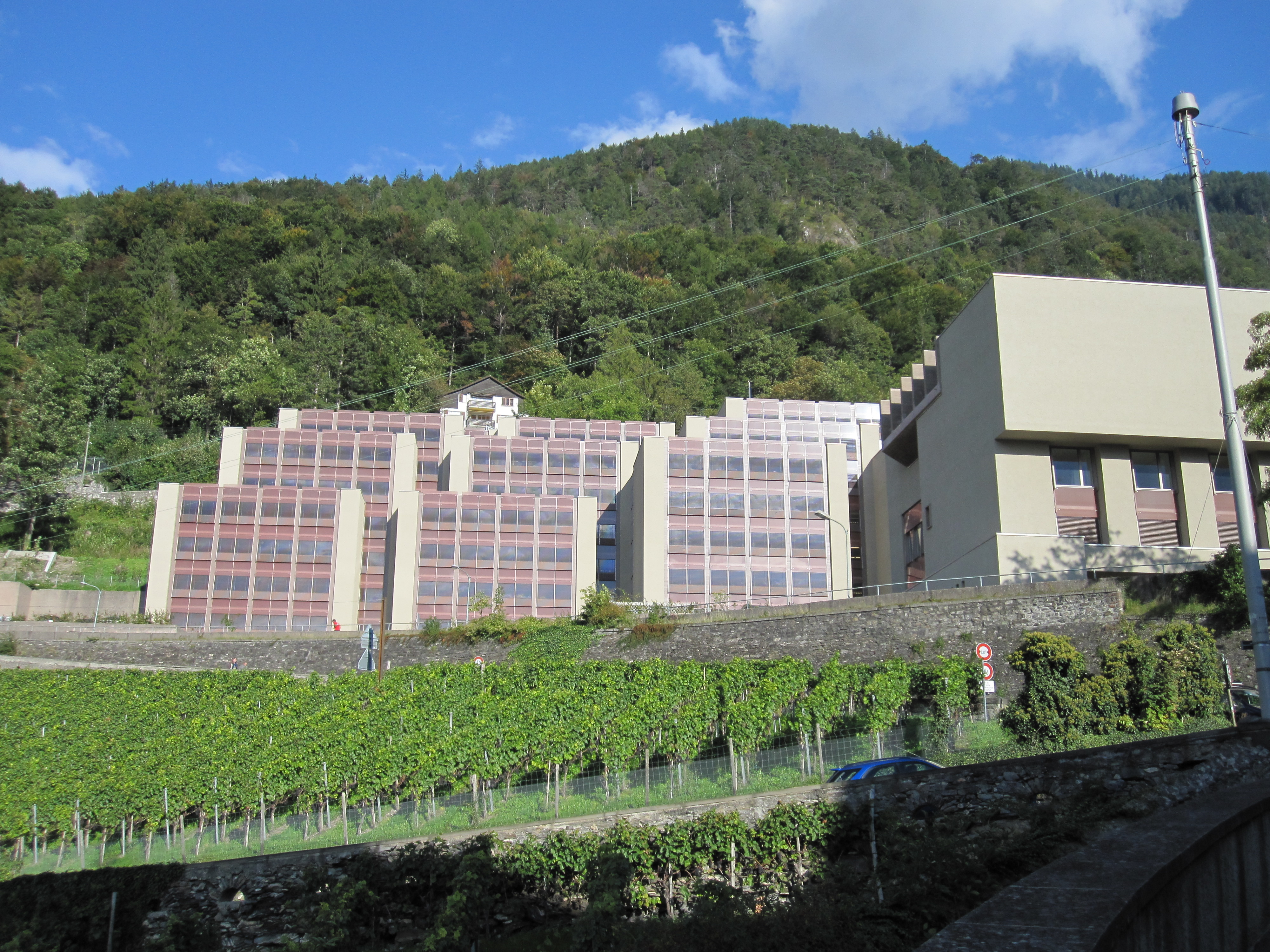
Lage der Stefanskapelle am Mittenberg.
Unter der Betonabdeckung der Pausenhalle der Bündner Kantonsschule befindet sich das Ausgrabungsareal der Stephanskapelle

Als die Bündner Kantonsschule 1850 ausgebaut wurde, stiess man auf halbkreisförmig angeordnete Mauern und Mosaikfragmente. Der deutsche Kunsthistoriker Friedrich von Quast weilte zufällig in Chur. Er konnte die Relikte als die verloren geglaubte ehemalige Stephanskapelle identifizieren.

## Heutige Nutzung
Zum Kulturgut von nationaler Bedeutung erklärt, wurde die Stephanskapelle durch den Archäologischen Dienst Graubünden so restauriert, dass sie als Museum genutzt und einer breiteren Öffentlichkeit zugänglich gemacht werden kann. Sie kann in Gruppenführungen besichtigt werden.